# 刘德光
刘德光（1948年4月17日—），印度尼西亚华商，采煤公司巴彦资源（Bayan Resources）创始人。

## 生平
出生于新加坡，20多岁时为父亲的建筑公司工作。1972年他迁至印尼以寻求机会。1992年，成为印尼公民。其子为新加坡曼哈顿资源有限公司董事长刘伊翱（David Low Yi Ngo）。